# Daniel Helmer

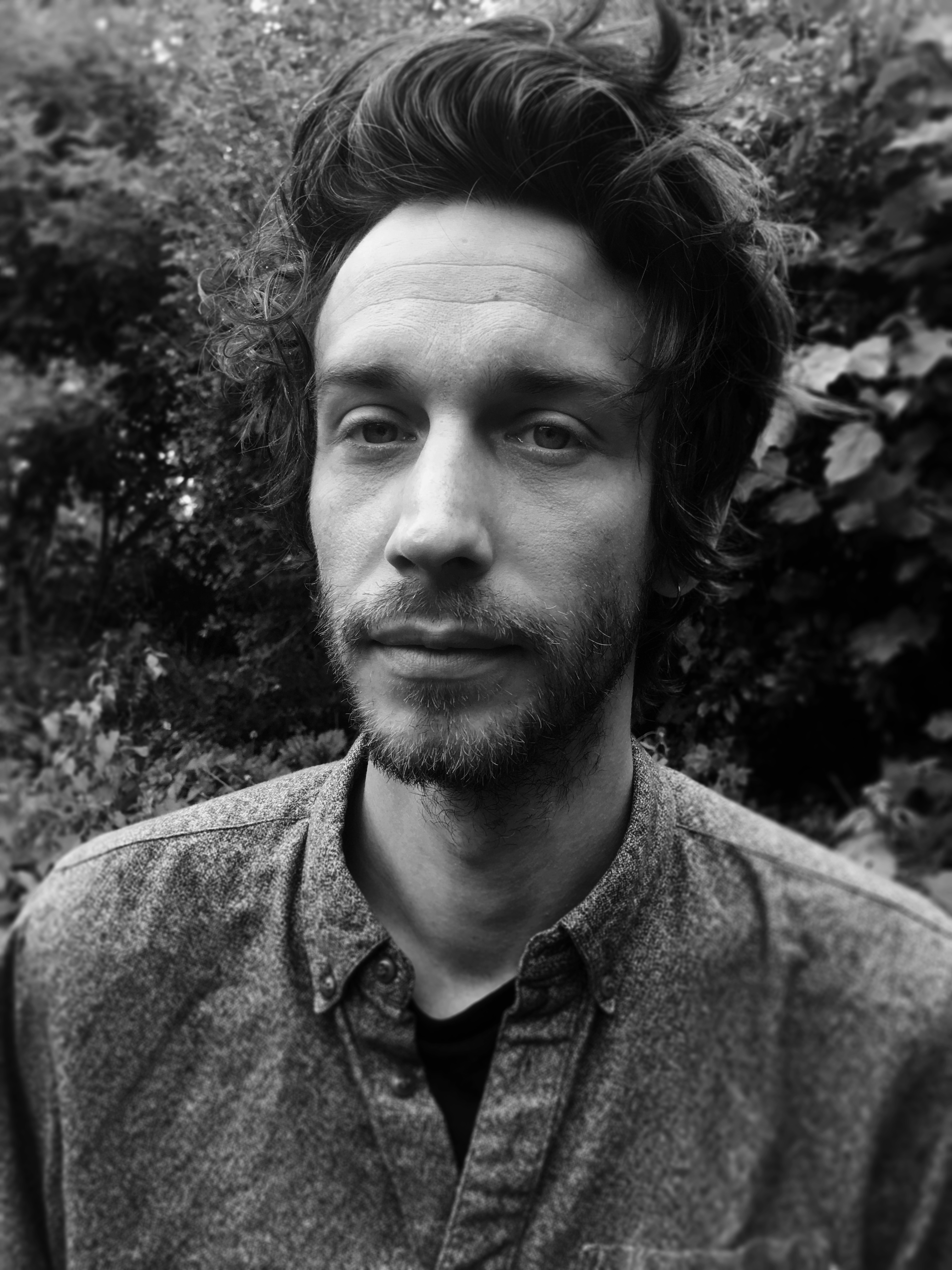
Daniel Helmer (2020)

Daniel Helmer (* 1986 in Oberpullendorf) ist ein österreichischer Musiker, Filmkomponist, Musikproduzent und Filmemacher.

## Leben
Helmer wuchs zwischen Wien und dem Burgenland zusammen mit drei Schwestern auf. Er begann 2009 sein Studium an der Filmakademie Wien. Neben Engagements als Cutter, Musiker und Filmkomponist für Film, Theater und Werbung gründete und veröffentlichte Daniel Helmer mehrere Musikprojekte auf internationalen Musiklabels, darunter Skint Records (Sony BMG UK), Runningback Records und Jazz & Milk. Helmer ist Mitglied der 2009 gegründeten Wiener Techno-Band Gudrun von Laxenburg.

## Filmmusik (Auswahl)
- 2023: Heimsuchung[2] (Spielfilm)
- 2022: Rubikon[3] (Spielfilm)
- 2009: Eisenherz (Kurzdoku)
- 2009: Ella (Kurzfilm)
- 2010: Mutterinstinkt (Kurzfilm)
- 2012: Stalemate[4] (Kurzfilm)
- 2013: Teenage Mutants from outta space (Kurzfilm)
- 2018: Kohare (Kurzdoku)

## Theatermusik
- 2020: Romeo & Julia, mit Michael Kreiner (Sommerspiele Perchtoldsdorf)
- 2021: Der zerbrochene Krug[5], mit Michael Kreiner (Sommerspiele Perchtoldsdorf)

## Veröffentlichungen Musik (Auswahl)
| Jahr | Label                     | Artist                             | Album/Ep/Single                     |
| ---- | ------------------------- | ---------------------------------- | ----------------------------------- |
| 2020 | Runningback Records       | YOGTZE                             | YOGTZE                              |
| 2019 | International Major Label | Mantra Mantra                      | Funke                               |
| 2019 | Kleio Records             | Gudrun von Laxenburg & Tino Romana | Pin Drop (Single)                   |
| 2018 | Kleio Records             | Gudrun von Laxenburg               | Brawler (Single)                    |
| 2017 | Skint Records             | Gudrun von Laxenburg               | PANIC!                              |
| 2012 | Pink-Pong Records         | Gudrun von Laxenburg               | Rave kaputt, was dich kaputt macht! |

## Film (Auswahl)
| Jahr | Titel                                                       | Art        | Funktion                                                  |
| ---- | ----------------------------------------------------------- | ---------- | --------------------------------------------------------- |
| 2019 | PIN DROP (Gudrun von Laxenburg feat. Tino Romana)           | Musikvideo | Regie (mit Sebastian Mayr)                                |
| 2018 | BRAWLER (Gudrun von Laxenburg)                              | Musikvideo | Regie (mit Sebastian Mayr)                                |
| 2017 | JUST CAN´T GET ENOUGH (Gudrun von Laxenburg feat. Pressyes) | Musikvideo | Buch, ausführender Produzent, Schnitt                     |
| 2017 | MOVING WATER (Gudrun von Laxenburg feat. Eloui)             | Musikvideo | Buch, ausführender Produzent                              |
| 2016 | REVOLUTION (Gudrun von Laxenburg)                           | Musikvideo | Buch, Schnitt, Musik, Sounddesign, ausführender Produzent |
| 2014 | DEBRA - KINDERKLEID                                         | Werbung    | Schnitt                                                   |
| 2012 | STALEMATE                                                   | Kurzfilm   | Schnitt, Musik, Sounddesign                               |
| 2012 | MIT DEM PANZER IN DIE DISCO (Gudrun von Laxenburg)          | Musikvideo | Buch, Schnitt, ausführender Produzent                     |

## Auszeichnungen und Nominierungen
- 2014: Österreichischer Staatspreis für Werbung – Publikumspreis[11] für DEBRA-Kinderkleid
- 2015: Cannes Short Film Festival[12] – Auszeichnung in der Kategorie Best Sci-Fi Short für Revolution
- 2016: Vienna Shorts|Vienna Independent Shorts[13] – Nominierung in der Kategorie Bestes Musikvideo für Revolution
- 2017: Vienna Shorts|Vienna Independent Shorts[14] – Nominierung in der Kategorie Bestes Musikvideo für Moving Water
- 2017: Diagonale – Festival des österreichischen Films[15] – "Official Selection" für Moving Water
- 2018: Vienna Independent Shorts – Nominierung[16] in der Kategorie Bestes Musikvideo für Brawler
- 2023: Österreichischer Filmpreis 2023 – Nominierung[17] in der Kategorie Beste Musik für Rubikon